# 佩列奧爾基
49°18′45″N 28°24′21″E / 49.31250°N 28.40583°E
佩列奧爾基（烏克蘭語：Переорки），是烏克蘭的村落，位於該國西南部文尼察州，由文尼察區負責管轄，始建於1400年，面積1.3平方公里，海拔高度273米，2001年人口754，2015年人口700，人口密度每平方公里580人。
1. ↑  Боднар, Влад. . vlasno.info.   [2025-05-07] （uk-ua）.